# Ayn Rand
Ayn Rand (Sankt Peterburg, 2. veljače 1905. – New York, 6. ožujka 1982.), pravim imenom Alisa Rozenbaum, američka romanopiskinja, esejistica, i dramatičarka rusko-židovskog podrijetla te istaknuta objektivistička filozofkinja. Isticala je razum kao jedino sredstvo stjecanja znanja odbacujući religiju i altruizam te zagovarajući razumski (racionalni) i etički egoizam. Unatoč boljševičkim korijenima, odbacivala je kolektivizam, etatizam i anarhizam smatrajući individualizam jedinim načinom samoostvarenja. Stajalištima o uspjehu kao ishodu pojedinačnih (individualnih) sposobnosti i rada te o pogodnostima kapitalizma i sebičnosti za razvoj nadarenosti (talenta) suprotstavila se tradicionalnoj židovsko-kršćanskoj etici, izazvala feministkinje, ali i stekla nove poklonike krajem 20. stoljeća, posebice među američkim neokonzervatistima. U umjetnosti zagovara romantičarski realizam, a u filozofiji redom snažno kritizira sve filozofe osim Aristotela, Tome Akvinskog i klasičnih liberala.
Rođena je kao najstarija od triju kćeri u buržujskoj obitelji ruskih Židova u Sankt Peterburgu, gdje studira pedagogiju, filozofiju i povijest pod snažnim utjecajem Platona i Aristotela. Kako je govorila francuski i njemački, proučavala je Hugovo, Schillerovo i Rostandovo književno stvaralaštvo te Nietzcheovu filozofiju. Krajem 1925. odlazi u Sjedinjene Države u kojima ostvaruje kratku suradnju i sa znamenitim Cecilom B. DeMilleom prije odlaska u Hollywood.
Godine 1936. objavljuje svoj prvi, vrstom autobiografski, roman Mi, živi, radnjom smješten u Sovjetski savez, koji tematizira odnos vlasti (države) i pojedinca. Prošireno i dopunjeno izdanje romana iz 1959. prodano je u tri milijuna primjeraka. Prema romantičarsko-filozofskom romanu Izvorište, koji je pisala sedam godina, snimljen je istoimeni crno-bijeli film s Garyem Cooperom i Patriciom Neal u glavnim ulogama. U romanu Atlant je slegnuo ramenima razradila je svoju objektivističku filozofiju te se taj roman smatra njezinim remek-djeloom. Prema vlastitim riječima, u romanu zagovara važnost uma i razuma kao jamca čovjekova intelektualna opstanka u budućnosti, koja poprima sve više distopijskih i totalitarnih obilježja.
Kao gostujući predavač izlagala je na Yaleu, Princetonu, Harvardu, Columbiji i MIT-u. U javnosti poznata po protivljenju Vijetnamskom ratu i novačenju mladih, bila je pristaša Republikanske stranke ne djelujući značajnije u američkom javno-političkom životu. Netom prije smrti, preboljela je rak pluća i razvod braka, nakon što se njezin suprug potajno oženio. Umrla je od zatajenja srca u New Yorku, gdje je i pokopana.